# Manolo Bienvenida
Pour les articles homonymes, voir Mejías et Bienvenida.
Manuel Mejías Jiménez dit « Manolo Bienvenida », né le 23 novembre 1912 à Dos Hermanas (Espagne, province de Séville), mort à Saint-Sébastien (Espagne, Guipuscoa) le 31 août 1938 était un matador espagnol.

## Présentation
Manolo Bienvenida était le fils aîné de Manuel Mejías Rapela « Bienvenida » matador de toros, neveu de José Mejias Rapela « Bienvenida » banderillero, et petit-fils de Manuel Mejias Luján « Bienvenida » banderillero. Il a été l'un des meilleurs matadors de l'histoire de la tauromachie en grande partie grâce à ses qualités, mais aussi à l'apprentissage que lui imposa son père : le « Papa Negro » (« Pape Noir »), comme à ses trois frères.
Il n'a pas cinq ans lorsque son père l'embarque pour l’Amérique du Sud avec sa mère Carmen et ses jeunes frères  et Rafael. Pendant sept ans, le « Pape Noir »  accepte de participer à des spectacles mineurs pour gagner sa vie dans tous les États latino-américains. Les fils jouent d'abord au torero, puis ils deviennent très vite des becerristes, excepté Antonio, trop jeune (né à Caracas en 1922 ). Manolito « joue » si bien qu'on lui prédit un brillant avenir. 
La famille « Bienvenida » retourne en Espagne en 1924, où Manolo débute comme becerrista dans une « cuadilla junvenil » avec son frère José. Il a un tel succès que le syndicat des matadors fait promulguer une loi qui interdit de toréer avant l'âge de seize ans. Manolo va alors toréer en France comme becerrista en 1926, puis il retourne au Mexique l'hiver suivant, puis au Venezuela. Il retourne ensuite en Espagne où il prend l’alternative, sans avoir toréé comme novillero.
Manolo a été le joyau et la tristesse de la dynastie des « Bienvenida »
Au capote, il avait un répertoire des plus variés ; aux banderilles il était le seul Espagnol à pouvoir alors se mesurer à « Armillita Chico » ; enfin c'était un extraordinaire muletero.
Son point faible était l'épée, encore que son pundonor (sens de l’honneur exacerbé) l'ait souvent conduit à s'exposer et à donner de grandes estocades.
En dehors de l'arène, il était sympathique, élégant, souriant et modeste.
Mais le sort qui l'avait pourvu de tous les talents n'a pas voulu les voir s'épanouir à plein. La guerre civile, même s'il put toréer en zone franquiste et en France, constitua un frein considérable à son activité. Et la guerre n'était pas terminée quand apparut l'affection maligne qui devait l'emporter alors qu’il n’avait pas encore vingt-six ans, une tumeur rarissime : un sarcome du poumon, devant lequel les médecins de l'époque étaient impuissants.
Sa mort est passée inaperçue et il n'a peut-être pas la place qu'il mérite dans le musée de la tauromachie, « peut-être parce que « Papa Negro »  et Antonio, qui fut plus près de nous avec son immense talent, nous cachent le diamant de la famille Mejía ».

### Carrière
- Débuts en public : Madrid le 8 septembre 1928 aux côtés de son frère Pepe Bienvenida.
- Alternative : Saragosse le 30 juin 1929. Parrain, Antonio Márquez ; témoin, Francisco Royo « Lagartito ». Taureaux de la ganadería de Flores Iñíguez.
- Confirmation d’alternative à Madrid : 12 octobre 1929. Parrain, Marcial Lalanda. Taureaux de la ganadería d’Alipio Pérez
- Premier de l’escalafón en 1935 (à égalité avec « Armillita Chico »).